# Keenan Brock
Keenan Brock (ur. 6 stycznia 1992 w Birmingham w stanie Alabama) – amerykański lekkoatleta, sprinter.

## Osiągnięcia
- 2 medale mistrzostw świata juniorów młodszych (Bressanone 2009 – złoto w sztafecie szwedzkiej oraz brąz na 200 metrów), w biegu finałowym amerykańska sztafeta z Brockiem na drugiej zmianie ustanowiła nieaktualny już rekord świata kadetów (1:50,33).
- srebrny medal w biegu na 100 metrów i złoty w sztafecie 4 x 100 metrów podczas mistrzostw panamerykańskich juniorów w 2011
- srebrny medal w biegu na 100 metrów i złoty w sztafecie 4 x 100 metrów podczas młodzieżowych mistrzostw NACAC w 2012
- medale mistrzostw NCAA

## Rekordy życiowe
- bieg na 60 metrów (hala) – 6,61 (2012)
- bieg na 100 metrów – 10,09 (2012)
- bieg na 200 metrów – 20,47 (2012)
- bieg na 200 metrów (hala) – 21,09 (2012)